# Coleophora falcigerella
Coleophora falcigerella é uma espécie de mariposa do gênero Coleophora pertencente à família Coleophoridae.